# For the Good of Her Men
For the Good of Her Men est un film muet américain réalisé par Allan Dwan et sorti en 1912.

## Synopsis
La famille Jessup dirige en toute illégalité une distillerie clandestine. La mère ne voit pas sans effroi ses fils rentrer ivres chaque soir et leur père s'enrichir dans un commerce illicite. Jusqu'au jour où arrive le ranchman Tom Beverly, qui devient très épris de l'une des filles de la famille, Mabel…

## Fiche technique
- Réalisation : Allan Dwan
- Durée : 10 minutes
- Date de sortie : États-Unis : 10 juin 1912

## Distribution
- J. Warren Kerrigan : Tom Beverly
- Pauline Bush : Mabel Jessup
- Marshall Neilan : le frère aîné de Mabel
- Jack Richardson : le frère cadet de Mabel
- Louise Lester : Mrs Zeke Jessup